# Agua Linda (paroisse civile)
Pour les articles homonymes, voir Agua Linda.
Agua Linda est l'une des trois paroisses civiles de la municipalité de Jacura dans l'État de Falcón au Venezuela. Sa capitale est Agua Linda.

## Géographie

### Démographie
Hormis sa capitale Agua Linda, la paroisse civile abrite plusieurs localités, dont :
- Agua Linda
- Caobal
- Carpita
- El Chinchorro
- La Ciénaga
- La Mata de Cambur
- La Montaña
- Palma Sola
- Panela
- San Miguel
- Tacamire